# El Alamein
El Alamein (Arabisch: العلمين, "De twee vlaggen") is een plaats in het noorden van Egypte aan de Middellandse Zee. De stad ligt 106 kilometer westelijk van Alexandrië en 240 kilometer ten noordwesten van Caïro. El Alamein heeft 7.397 inwoners (2007).
El Alamein is vooral bekend vanwege de twee veldslagen die er plaatsvonden tijdens de Tweede Wereldoorlog. De Duitsers verloren er voor het eerst eens een slag sinds de Slag om Engeland. Het Britse 8e leger versloeg hier het Duitse en Italiaanse Afrikakorps.
De Duitsers en Italianen leden verliezen van 59.000 man aan doden, gewonden en krijgsgevangenen en de Britse verliezen bedroegen 13.000 man. De Duitsers verloren in deze 12-daagse veldslag het grootste deel van hun tanks. De Duitsers en Italianen zetten hierbij 200 tanks in tegen 700 Britse tanks. De Britse leider was generaal (later veldmaarschalk) Montgomery. De tegenstanders stonden onder leiding van veldmaarschalk Erwin Rommel.
De slag viel uiteen in twee delen, de Eerste Slag bij El Alamein (1 juli – 27 juli 1942) en de Tweede Slag bij El Alamein (23 oktober – 11 november 1942).
In El-Alamein is nu een museum dat aan de strijd herinnert en een overzicht van de gevechten geeft, het Al-Alamein Military Museum.